# Coteaux calcaires ligériens entre Ouzouer-sur-Loire et Briare
Coteaux calcaires ligériens entre Ouzouer-sur-Loire et Briare este o arie protejată (sit de importanță comunitară — SCI) din Franța întinsă pe o suprafață de 9,98 ha, integral pe uscat.

## Localizare
Centrul sitului Coteaux calcaires ligériens entre Ouzouer-sur-Loire et Briare este situat la coordonatele 47°38′24″N 2°42′25″E / 47.64°N 2.70694°E.

## Înființare
Situl Coteaux calcaires ligériens entre Ouzouer-sur-Loire et Briare a fost declarat arie specială de conservare în baza directivei 92/43 din 1992 referitoare la conservarea habitatelor naturale și a faunei și florei sălbatice pentru a proteja 5 specii de animale.

## Biodiversitate
Situată în ecoregiunea atlantică, aria protejată conține 1 habitat natural: Pajiști uscate seminaturale și facies de acoperire cu tufișuri pe substraturi calcaroase (Festuco-Brometalia) (* situri importante pentru orhidee).
La baza desemnării sitului se află mai multe specii protejate de  mamifere (5): liliac cu urechi mari (Myotis bechsteinii), liliac cărămiziu (Myotis emarginatus), liliac comun (Myotis myotis), liliacul mare cu potcoavă (Rhinolophus ferrumequinum), liliacul mic cu potcoavă (Rhinolophus hipposideros).
Pe lângă speciile protejate, pe teritoriul sitului au mai fost identificate 31 de specii de plante, 4 specii de reptile.